# Андреј Госар
Андреј Госар (1887−1970) био је професор Техничког факултета у Љубљани, члан делегације Краљевине Југославије на X, XI, XII, XVI, XVII, XVIII и XIX заседању Скупштине Друштва народа у Женеви.